# David Royo Pozo
David Royo Pozo (Barcelona, 18 de juliol de 1973) és un nedador català especialitzat en proves de llarga distància i en aigües obertes.
Format al Club Natació Atlètic, el 1989 passà a ser membre del Club Natació Barcelona, i, el 1998, del Club Natació Sabadell. Durant la seva trajectòria esportiva, aconseguí sis vegades el títol de campió de Catalunya de gran fons com a guanyador de la travessia del Port de Barcelona els anys 1990, 1992, 1994, 1995, 1996 i 1997. En l'àmbit estatal, es proclamà campió d'estiu en 400 i 1.500 metres lliures es 1991, i en relleus 4 × 200 metres lliures el 1998, i d'hivern en relleus 4 × 200 metres lliures el 1999. A més, fou vint-i-cinc vegades internacional en diferents categories. L'any 1992 la Reial Federació Espanyola de Natació li atorgà la medalla de bronze en reconeixement dels serveis distingits.
El 1999 aconseguí la seva setena victòria, i la cinquena consecutiva, en la edicio de la Copa Nadal de natació d'aquell any, una prova que tradicionalment se celebra el 25 de desembre. Concretament aconseguí el podi els anys 1988, 1992, 1995, 1996, 1997, 1998 i 1999. Royo mantingué el rècord fins que el 2011 li arrebassà Dani Serra, en aconseguir la seva vuitena victòria.